# Alberto Vásquez Restrepo
Alberto Vásquez Restrepo (Medellín, 9 de marzo de 1922-Bogotá,[cita requerida] 12 de octubre de 2016) fue un ingeniero y político colombiano que se desempeñó como Ministro de Minas y Energía de ese país entre 1978 y 1980; así mismo, fue Gobernador de Antioquia entre 1984 y 1986. 

## Biografía
Nació en Medellín, el 9 de marzo de 1922, hijo del empresario Alfonso Vásquez Betancourt y Margarita Restrepo Correa. Su abuelo materno fue el Gobernador del Departamento de Jericó Nicanor Restrepo Giraldo. Estudió en su ciudad natal, graduándose de bachiller del Colegio San Ignacio. Estudió Ingeniería Civil en la Escuela Nacional de Minas, parte de la Universidad Nacional de Colombia, de donde se graduó en 1949. Continuó sus estudios realizando una licenciatura en Ciencias Económicas en la Universidad de Antioquia, para después estudiar Ingeniería Industrial en el Instituto Politécnico Rensselaer, en la ciudad de Troy, estado de Nueva York.
Comenzó a trabajar en el sector privado en la empresa Medias Pepalfa, que abandonó en 1946, cuando el gobernador José María Bernal le ofreció la subgerencia de la Empresa de Energía Eléctrica de Medellín. Posteriormente se convirtió en gerente de esta, y desde allí presionó para que se le diera autonomía la empresa, ya que sus fondos eran constantemente intervenidos por la Alcaldía de Medellín. Finalmente, en 1957, logró entrevistarse con el presidente Gustavo Rojas Pinilla, gracias a intervención del gobernador Pioquinto Rengifo, quien dictó un decreto ejecutivo que permitió la fundación de la compañía de Empresas Públicas de Medellín, de la cual Vásquez fue su primer gerente.
Posteriormente trabajó como Ingeniero para el Ministerio de Obras Públicas de Colombia. Durante el Gobierno de Carlos Lleras Restrepo, a quien respaldó en su candidatura, este le ofreció la gerencia del Instituto de Crédito Territorial, cargo que rechazó, al igual que la gerencia del Instituto Colombiano de Energía Eléctrica. Durante el gobierno de Misael Pastrana sí aceptó la gerencia del Instituto de Crédito Territorial, y, antes de que acabara el gobierno de Pastrana, se convirtió en gerente de la Empresa de Energía Eléctrica de Bogotá.  En 1978 fue nombrado como Ministro de Minas y Energía por el presidente Julio César Turbay, ejerciendo el cargo hasta 1980, cuando fue designado como embajador de Colombia ante la Comunidad Económica Europea. En 1984, a su regreso a Colombia, se desempeñó como Gobernador de Antioquia. Durante su gobierno tuvo que hacer frente a la violencia de las guerrillas y del narcotráfico. En el sector privado fue cofundador de la Cámara Colombiana de Construcción, gerente de la firma Ingenieros Consultores y presidente de la Sociedad Antioqueña de Ingenieros. Fue presidente del Directorio del Partido Conservador en Antioquia.
Recibió las condecoraciones de La Cruz de Boyacá, La Orden Gonzalo Garavito, La Estrella de Antioquia, La Orden José María Córdoba, La Gran Cruz del Águila Azteca y La Gran Cruz de la Orden al Mérito Civil.
Falleció el 12 de octubre de 2016 en Bogotá,[cita requerida] a los 94 años.